# Owen Cameron
Pour les articles homonymes, voir Cameron.
Ne doit pas être confondu avec Don Cameron ou Lou Cameron.
Owen Cameron, né en 1902 en Oregon et mort en 1960, est un écrivain américain, auteur de roman policier.

## Biographie
Owen Cameron est l'auteur de nombreuses nouvelles pour les pulps et de sept romans policiers. Deux de ses romans sont traduits en langue française. Dans la gueule de l'agneau (Catch a Tiger), le récit d’une chasse à l’homme, est publié à la Série noire en 1954 et Recette pour homicide (The Butcher’s Wife) dans la collection Un mystère en 1955. En 1957, Abner Biberman réalise le film The Night Runner d’après la nouvelle éponyme.

## Œuvre

### Romans

#### SérieJake Brown
- Catch a Tiger (1952)
  - Dans la gueule de l'agneau, Série noire no 184 (1954), réédition Carré noir no 241, (1976)
- The Fire Trap (1957)

#### Autres romans
- The Mountains Have No Shadows (1952)
- The Butcher’s Wife (1954)
  - Recette pour homicide, Un mystère 1re série no 238 (1955)
- The Demon Stirs (1958)
- The Silent One (1958)

### Nouvelles
- By Bread Alone, Collier’s (juin 1943)
- Through the Same Garden, Collier’s (mars 1944)
- No Longer Think of Me, Collier’s (juillet 1944)
- The Trap, Collier’s (août 1944)
- A Girl Like Her Mother, Collier’s (octobre 1944)
- We Learn from Each Other, The Blue Book Magazine (en) (février 1945)
- Two a Minute, The Blue Book Magazine (avril 1945)
- Forests of the Night, The Blue Book Magazine (mai 1945)
- The Quick and the Dead, Ellery Queen's Mystery Magazine (mai 1945)
  - Le Mort et le Vif, Mystère magazine no 28 (mai 1950)
- Goodby, Gertrude, Collier’s (juin 1945)
- The Razor, Liberty (juillet 1945)
- Iron Heels, Adventure (en) (novembre 1945)
- Husbands Know Best, The Saturday Evening Post (décembre 1945)
- Wizard’s Wife, Collier’s (juin 1946)
- The Shiftless Man, Collier’s (juin 1946)
- Young Lothario, Collier’s (juillet 1946)
- Gentlemen Prefer Coyotes, Argosy (janvier 1947)
- The Road to Heaven, Liberty (mai 1947)
- Something with Feathers, The Blue Book Magazine (mai 1947)
- The Lost Trail, The Blue Book Magazine (janvier 1948)
- The Bandit, The Blue Book Magazine (mars 1948)
- The Day’s Work, Collier’s (mai 1948)
- The Fortune of Grandfather Epp, The Blue Book Magazine (mai 1948)
- Twenty-Five Cats, The Blue Book Magazine (juin 1948)
- Earthbound, The Blue Book Magazine (juillet 1948)
- Only the Brave, The Blue Book Magazine (septembre 1948)
- You Take the South Seas, Maclean’s (novembre 1948)
- Big Red, Collier’s (mai 1949)
- The Dog and the Manager, The Blue Book Magazine (octobre 1949)
- Finders, Keepers, The Blue Book Magazine (novembre 1949)
- Wolf!, Collier’s (décembre 1949)
- Secret Code, The Blue Book Magazine (décembre 1949)
- Birthright, Collier’s (mars 1950)
- For an Eye, The Blue Book Magazine (mars 1950)
- Over My Dead Body (avril 1950)
- A Case of Identity (août 1950)
- No Dogs, Collier’s (février 1951)
- The Faithful, The Blue Book Magazine (mars 1951)
- Look Out, Ranger (avril 1951)
- Deadly Widow, Cosmopolitan (septembre 1951)
- His Fathers’ Son, The Blue Book Magazine (janvier 1952)
- Blood Money (septembre 1952)
- Man of Violence, Collier’s (novembre 1952)
- Blood on River Street (novembre 1952)
- The Butcher, Cosmopolitan (mars 1954)
- Something to Love, Cosmopolitan (septembre 1955)
- The Night Runner, Cosmopolitan (octobre 1955)
- The Missionary (décembre 1955)
- Civilized Man, Cosmopolitan (mars 1956)
- The Killer in Number One, Cosmopolitan (novembre 1956)
- Last Snowfall (1958)

## Filmographie

### Comme auteur adapté
- 1957 : The Night Runner, film américain réalisé par Abner Biberman d’après la nouvelle éponyme, avec Ray Danton et Colleen Miller.